# Опус сектиле
Опус сектиле (лат. opus — опус, рад и sectile — сектиле, резање) једна је од техника у мозаичкој уметности, која је била широко распрострањена у Римском царству, за украшавање зидова и подова вила и палата. Техника сектиле заснивала се на уградњи танких обојених плочица различитих материјала и геометријских облиика, којим је на зидовима и подовима палата формирана слика или нека бордура.

## Историјат
Ова изворно источњачка техника, настала око 3000. пре нове ере, након освајачких похода Римског царства, брзо се проширила по Риму почетком 1 века. Потом се користитила широм запада за време трајања Римског царства, а затим наставила да се примењује, на истоку, у византијским базиликама, и много касније у средњем веку и ренесанси у Италији.
Први мозаици у опус сектиле први пут су се појавио у Риму у време Римске републике у 1.веку п.н.е., као тротоару са једноставним геометријским и флоралним мотивима. Од 1. века они су попримили изглед малих слика, које су редовно коришћене за уграђавање у подове и зидова велелепних палата.

## Општа разматрања
Мозаик израђиван у техници сектиле (лат. opus sectile) чинили су складни цртежи направљени са већим камењем различитих величина, уз максимално коришћење текстуре и боје примењеног матерјала и штедњу скупог обојеног камена. Техника се заснивала на исецању плоча мермера различитих боја од којих је састављана геометријска фигуре, животиње или човека. Овај рад сличан је са интарзијама. 
Овим стилом мозаика украшаване су најрепрезентативнији простори у палатама, у којима су од танких плоча природног камена, израђиване величанствене разнобојне и аутентичне предтсав у мозаику, као да их створила сама природа. 

## Техника израде и материјали
За рад у техниици сектила различити материјали исецани су на танке елементе, а затим полирани и уграђивани у панеле. Ова техника разликује се од мозаичких техника у којима су поједини комади једнаког облика, а по величини много мањи од оних које се користе у опусу сектиле.
Опус сектиле изводио се од разних  материјала, нпр. мермера, седефа (бисера), стакла, различити кречњачких шкриљаца, вулканског камења или керамике. Са употребом скупоцених и увозних материјала порасла је и цена, тако да се мозаик употребљавао само за јавне зграде и куће богаташа.
Најбољи примерци овог рада сачувани су у Риму у Аполоновој палати и Палати Флавио, Базилика Јуниус Басус...

### Опус сектиле са ливеним стакленим плочицама
Посебна варијанта опус сектиле била је она са ливеним стаклим плочицама, познатијим као „архитектонско стакло.”
Материјал за израду мозаика у овој техници сектиле, уместо танких плочица од мермера или другог материјала, био је замењен стакленом масом, која у случају потребе премазивана или бојена по угледу на дечије кликера.
Један од пример мозаика у техници сектиле са ливеним стаклом представља мозаик из Италије у објекту „Villa di Lucio Vero all'Acqua Traversa”, Евангелисте Ђенара Џорџа из 4. века, са око 30.000 стаклених плочица.

## Опус сектиле у периоду ренесансе
Опус сектиле стекао је велику софистицираност у периоду ренесансе, када су израђиване монументалне композиције од уметака од мермера уметак у италијанским црквама. Ова уметност врхунац је достигла у црквама у Фиренци у 17. века, у којима су велики комади високо обојеног камена прецизно спојени формирајући уметничко дело које је по свом изгледу могле да конкурише уметничкој слиициа у њихов реализам. Геометријски форма технике сектиле наставила је да буде главни облик подне декорације у италијанским црквама широм Средњег века и ренесансе.